# 1685 en santé et médecine
| Années de la santé et de la médecine : 1682 - 1683 - 1684 - 1685 - 1686 - 1687 - 1688    |
| Décennies de la santé et de la médecine : 1650 - 1660 - 1670 - 1680 - 1690 - 1700 - 1710 |

Cet article présente les faits marquants de l'année 1685 en santé et médecine.

## Événements
France
- L’hôpital Saint-Jacques de Besançon devient hôpital général par décision de Louis XIV[1].

Angleterre
- 2 février : Charles II (roi d'Angleterre) est victime d'une crise d'apoplexie et meurt 4 jours plus tard.
- 50 % de la population de l’Angleterre a moins de 20 ans[2].

## Publication
- Publication posthume du livre de Marie de Maupeou (1590-1681) intitulé Les remèdes charitables de Madame Fouquet, pour guérir à peu de frais toute forme de maux tant internes qu'externes, invéterez, & qui ont passé jusques à présent pour incurables, experimentez par la même dame : et augmentez de la méthode que l'on pratique à l'Hôtel des Invalides pour guérir les soldats de la vérole, Lyon, chez Jean Certe, 1685, 1re éd. (lire en ligne sur Gallica).

## Naissances
- 30 avril : Hermann Friedrich Teichmeyer (mort en 1746), médecin allemand.
- 18 juillet :
  - Jean-Claude-Adrien Helvétius (mort en 1755), médecin français, membre de l'Académie royale des sciences.
  - Antonio Celestino Cocchi (it) (mort en 1747), médecin, botaniste et écrivain[3].
- 9 août : Claude-Joseph Geoffroy (mort en 1752), maître apothicaire, botaniste et chimiste français.
- 24 octobre : Charles Alston (mort en 1760), médecin et botaniste britannique[4].
- Naissances en 1685 sans précision :
  - Antonio Benevoli (it) (mort en 1756), médecin italien et archiatre d'Innocent XIII[5].
  - Joshua Ward (en) (mort en 1761), médecin anglais[6].

## Décès
- 25 décembre : Jacob Spon (né en 1647), médecin, archéologue et érudit français.
- 23 juillet : Armand-Jean de Mauvillain (né en 1620), médecin et ami de Molière[7].
- Décès en 1685 sans précision :
  - Samuel Cottereau du Clos (né en 1598), chimiste français, médecin de Louis XIV.